# Quesaco ?
Albums de Paris Combo
Tako Tsubo
(2016)
Quesaco ? est le 8 ème album de Paris Combo (7 ème album studio). Il marque les 25 ans du groupe.
L'album a été écrit sur la période 2018-2019 et a été enregistré peu avant le confinement mais les restrictions de déplacement avait déjà amené à l’annulation d'une tournée américaine (« Je manque d'espace / Le confinement me dépasse / Je manque d'espace / Je ne suis pas à ma place » sur le titre « barre espace »). Il a donc été terminé et enregistré peu avant le décès de  Belle du Berry (la chanteuse du groupe et auteure de l'intégralité des textes), disparue en août 2020.
Sa sortie prévue initialement en 2021 est repoussée et l’album sort finalement le 6 mai 2022. 
Il a été produit et réalisé par le pianiste et trompettiste du groupe, David Lewis. 
Ont participé à l'album :
- Belle du Berry (Chant)
- Potzi (Guitare)
- François Jeannin (batterie et chant)
- David Lewis (trompette et piano)
- Benoît Dunoyer de Segonzac (contrebasse)
- Rémy Kaprielan (percussion, chant et saxophone)

Le groupe reprend l'album pour une soirée hommage à Belle du Berry qui s'est déroulée le 2 juin 2022 au New Morning avec la participation d'anciens membres du groupe et d'invités (Carmen Maria Vega, ...)

## Liste des titres
| Quesaco? (Paris Combo) | Quesaco? (Paris Combo)     | Quesaco? (Paris Combo) | Quesaco? (Paris Combo) | Quesaco? (Paris Combo) | Quesaco? (Paris Combo) | Quesaco? (Paris Combo) | Quesaco? (Paris Combo) | Quesaco? (Paris Combo) | Quesaco? (Paris Combo) |
| No                     | Titre                      | Durée                  |                        |                        |                        |                        |                        |                        |                        |
| ---------------------- | -------------------------- | ---------------------- | ---------------------- | ---------------------- | ---------------------- | ---------------------- | ---------------------- | ---------------------- | ---------------------- |
| 1.                     | Quesaco?                   | 04:52                  |                        |                        |                        |                        |                        |                        |                        |
| 2.                     | Barre espace               | 03:49                  |                        |                        |                        |                        |                        |                        |                        |
| 3.                     | Seine de la vie parisienne | 03:52                  |                        |                        |                        |                        |                        |                        |                        |
| 4.                     | Panic à bord               | 04:15                  |                        |                        |                        |                        |                        |                        |                        |
| 5.                     | Maudit money               | 03:45                  |                        |                        |                        |                        |                        |                        |                        |
| 6.                     | Première guerre            | 04:28                  |                        |                        |                        |                        |                        |                        |                        |
| 7.                     | Axe imaginaire             | 03:21                  |                        |                        |                        |                        |                        |                        |                        |
| 8.                     | Cap ou pas cap             | 03:37                  |                        |                        |                        |                        |                        |                        |                        |
| 9.                     | Tendre émoi                | 04:21                  |                        |                        |                        |                        |                        |                        |                        |
| 10.                    | Do you think               | 04:17                  |                        |                        |                        |                        |                        |                        |                        |
| 11.                    | Paresser par ici           | 03:11                  |                        |                        |                        |                        |                        |                        |                        |
| 42:02                  |                            |                        |                        |                        |                        |                        |                        |                        |                        |